# The Boy Least Likely To
The Boy Least Likely To est un groupe d'indie pop indépendant britannique composé de Pete Hobbs et Jof Owen.

## Discographie

### Albums
- The Best Party Ever (2005)
- Law of the Playground (2009)
- The Best B-Sides Ever (2009)
- Christmas Special (2010)
- The Great Perhaps (2013)

### Compilation
- The Greatest Hits (2018)

### EP
- A Fairytale Ending (2010)